# Боровиченко, Мария Сергеевна

Памятник Марии Боровиченко возле средней школы № 122 в г. Киеве

Мария Сергеевна Боровиченко (21 октября 1925, Киев — 14 июля 1943, у деревни Орловка, Курская область) — санинструктор, участница Великой Отечественной войны, Герой Советского Союза. Украинка.

## Биография
Мария Боровиченко родилась 21 октября 1925 года в доме № 26 по улице Мышеловской (сейчас улица Квитки-Основьяненко), села Мышеловка вошедшего в состав городской черты Киева в 1923 году. Рано оставшись без матери, воспитывалась родной тётей Евдокией Андреевной Бурлацкой. В 1933 году пошла в первый класс киевской средней школы № 122. В 1941 году после получения 8-летнего образования окончила курсы медсестёр.
В августе 1941 года, когда немецкие войска уже вплотную подошли к Киеву, Мария явилась в штаб 5-й воздушно-десантной бригады, которой командовал генерал Родимцев с просьбой о добровольном зачислении санитаром. Зачислена в штат бригады 11 августа, а уже 13 августа, во время боя на территории Киевского сельхозинститута боец Боровиченко вынесла на себе восьмерых бойцов и застрелила двоих немцев при спасении комбата Симкина. Среди бойцов Боровиченко получила имя Машеньки с Мышеловки.
5 сентября 1941 года в бою у Конотопа Маша успела не только спасти более 20 бойцов, но и помогла установить пулемёт на высоте у реки Сейм, решивший исход боя.
6 ноября 1941 года управление 5-й вдбр было развёрнуто в управление 87-й стрелковой дивизии, а 19 января 1942 года 87-я стрелковая дивизия была переформирована в 13-ю гвардейскую стрелковую дивизию
Летом 1942 года в бою у села Гутрово санитарка пошла в атаку вместе со всеми, а когда солдат противника выбил у неё пистолет, подхватила трофейный автомат и уничтожила четверых немцев. Вместе с дивизией Родимцева Боровиченко отступала до самого Сталинграда, где приняла активное участие в Сталинградской битве.
Летом 1943 года корпус генерала Родимцева вёл ожесточённые бои под Обоянью, где гитлеровские части пытались прорваться к Курску. Там Машенька, уже в звании гвардии старшего сержанта, спасла лейтенанта Корниенко, прикрыв его своим телом и метнув при этом гранату во вражеский танк. Осколок снаряда попал ей прямо в сердце. Это было 14 июля у деревни Орловка Ивнянского района (ныне Белгородской области). Похоронена в деревне Орловка.

## Награды
Спустя 20 лет после гибели Марии Боровиченко гвардейцы — ветераны той части, где служила Мария, — подняли вопрос о награждении и увековечении памяти героини. Звание Героя Машеньке из Мышеловки было присвоено Указом Президиума Верховного Совета СССР от 6 мая 1965 года «за образцовое выполнение боевых заданий командования на фронте борьбы с немецко-фашистскими захватчиками в годы Великой Отечественной войны и проявленные при этом отвагу и геройство…».

## Память
- Именем Марии Боровиченко названа улица в городе Киеве (бывшая улица 153-я Новая, Архангельская)
- Именем Марии Боровиченко названа улица в посёлке Ивня в Белгородской области
- Киевская средняя школа № 122, где училась Мария, носит её имя. Возле школы установлен бюст Героя, а на фасаде школы установлена мемориальная доска.
- Сафоновская средняя школа (в селе Сафоновка — рядом с селом Орловка, местом гибели Марии) носит её имя. В фойе школы установлен бюст Героя СССР.
- В экспозиции музея-диорамы «Огненная дуга» в Белгороде запечатлена героическая гибель Марии Сергеевны Боровиченко.

## В культуре
В 1965 году по мотивам документальной повести «Машенька из Мышеловки» о Марии Боровиченко, написанной командиром дивизии в которой она служила — генерал-полковником А. И. Родимцевым, режиссёр Суламифь Цыбульник сняла фильм «Нет неизвестных солдат», роль Марии исполнила актриса Наталья Рычагова.